# 闸口白塔
30°12′10″N 120°08′25″E / 30.20278°N 120.14028°E
闸口白塔，位于中国浙江省杭州市的钱塘江畔白塔公园内，是一座仿木结构的八角楼阁式石塔。该塔的建造年代不明，可根据其建筑风格和文献推断其大致建造时间为五代至北宋年间。因其特殊的地理位置，该塔曾被当做京杭大运河汇入钱塘江的地标。该塔曾位于一座名为白塔寺的寺庙之内，但寺庙已无存。该塔通高14米，共有9层塔身，每层塔身均有造像或经文雕刻，但由于年久失修，每层均有不同程度的风化和塌毁。1988年，闸口白塔被列为第三批全国重点文物保护单位。

## 历史
闸口白塔位于杭州钱塘江畔的闸口旁的山岭之上，故名闸口白塔，其所在山岭也其被命名为白塔岭。由于其地理位置，闸口白塔也被看做是京杭大运河汇入钱塘江处的地标:190。该塔的具体建造年代并无史料记载，但其整体建造风格与其他在五代时期吴越国所建造的佛塔建筑风格非常吻合。在南宋年间的地方志和著述中也有关于该塔的记载。在北宋时，范仲淹曾在诗中记载在今闸口白塔所在位置有一所白塔寺，该寺在南宋年间也曾有记载，但今已无存。

## 结构
闸口白塔为仿木结构的楼阁式石塔，由白石雕凿并堆叠而成。该塔平面呈八边形，共有9层，通高14米。整座塔可分为台基、基座、塔身、塔刹四个部分组成。:190:1-2
台基呈正八边形，外部用石块堆砌，具体建造时间无从判断，每边均为下大上小，收分较为明显，下端与地面接触部分边长为270厘米，上端边长为262厘米，平均高为170至180厘米。台基之上有一层高10厘米的压面石，边长为274厘米。台基之上为基座，基座下部为土衬，每边高25厘米，宽170厘米，每个壁面的浮雕构成了佛教“九山八海”的内容。土衬内部突出5厘米，其正上方为基座的上半部即须弥座部分，下部为两层长条石叠涩，最底层边长117厘米，宽7厘米，高9厘米，上方一层边长112.5厘米，宽7.5厘米，高7.5厘米。两层长条石叠涩上方为一层重瓣覆莲，边长100.5厘米，宽12厘米，高9厘米。覆莲上方为束腰部分，每面高41厘米，宽87厘米，原阴刻有《陀罗尼经》，由于年代久远已经很难辨认全部文字。束腰上方有4层仿叠涩砖结构，每层均高8厘米，自上而下逐层收进。最底层边长105厘米，宽5厘米；第二层边长100厘米，宽4.5厘米；第三层边长95.5厘米，宽4.5厘米；第四层边长91厘米，宽4.5厘米。:1-2
须弥座上方为塔身部分，共计9层，每层从上到下均由平座、正身和塔檐三部分组成，每一层的塔檐和正身均有不同程度的塌毁或风化。第一层通高110厘米，其中平座高8厘米，边长105厘米，顶部每边向内26厘米处为正身。正身边长100厘米，正东、正西、正南、正北四个方向正中雕刻有壸门，壸门两侧各有一根方形槏柱，壸门上方设有直棂窗，直棂窗的雕刻手法均为唐宋时期的建筑形式。每面的左右槏柱与同侧的正身拐角之间各有一尊菩萨浮雕，转角处雕刻有圆形的倚柱。东南、东北、西北、西南四面各有2尊浮雕菩萨像。正身顶部为斗拱，总高23厘米，阑额和倚柱上方施斗拱，上方雕出一朵转角五铺作和一朵补间五铺作，均为单抄单下昂偷心造。斗拱上方为塔檐，通高20厘米，每边有椽子24根，呈放射状，椽子为圆形。飞子前端尖后方宽。第二层至第八层的平座结构相近，平座上施平座铺作，每面两朵，转角一朵，四铺作单抄；塔檐的结构第二层至第八层均与第一层基本相同，仅规模略有差异。第二层通高114.5厘米，除东南、东北、西南、西北各面为阴刻经文，其余形制与第一层基本相同。第三层通高106.5厘米，正身八面与前两层规格相近，东南、东北、西南、西北面各雕刻有7尊佛或菩萨造像的浮雕。第四层通高104.2米，平座高18.5厘米。正身部分与第一层相似，但在正东、正西、正南、正北四个方向的槏柱和转角之间没有装饰，其余四个方向各有5尊佛或菩萨造像，其中西南方向风化严重。第五层通高105厘米，平座高18.7厘米，正身的正东、正西、正南、正北四个方向与第四层相近，柱头上刻有“七朱八白”。东南方向有2尊造像，西南、东北、西北三个方向均有3尊造像。第六层通高90.5厘米，正身部分当中，正东、正西、正南、正北四个方向的结构与第二层基本相同，东南、西南、东北、西北方向各有3尊佛或菩萨造像。第七层通高90.6厘米，正身与前几层相比结构基本相同，东南、西南、东北、西北各有4尊造型各异的罗汉像。第八层通高82.5厘米，平座部分每面铺作仅剩一朵，正身部分大致结构与前几层相同，东南、西南、西北三面均各有3尊武士造像，东北面造像全毁。第九层通高99.8厘米，平座高11.5厘米，结构与第八层相同。正身正东、正西、正南、正北四个方向与前几层大致相同，东南、西南、东北、西北四个方向均有雕像，西北方向和西北方向风化严重无法辨认，东南方向有3尊官服人物造像，西南方向则有4尊。塔檐风化严重，上面有残留的塔刹锁链的固定孔。:3-17:190
塔刹部分为生铁质地，残损较为严重，现存残高337.5厘米。其中最底部为覆钵，该覆钵成半圆形，高17.5厘米，采用合莲花纹；覆钵上方为6颗连珠，高13.2厘米，没有纹饰；连珠上方为仰莲，高19.8厘米，外表有纹饰；仰莲上方为残存的两重相轮，内部有固定位置的构件。以上所有构件的正中心由高337.5厘米、底径12厘米、顶径10厘米的刹杆串联起来。:17

## 保护
二十世纪六七十年代，考古人员对闸口白塔进行过维修。1988年，闸口白塔被列为第三批全国重点文物保护单位。1999年，杭州市园林文物局对白塔进行了维护，其中内容包括全面清除塔身黑垢和有机硅加固。2005年，白塔周围安装了监控系统。2010年11月25日，杭州市人大常委会公布了以闸口白塔为核心建筑的白塔公园建筑方案，其中提到了要在白塔外围加盖一层透明的保护罩。该方案于2012年6月14日获得审核通过，并于当年12月正式开工建设。2014年5月1日，白塔公园正式修建完成，但白塔外并未建造保护罩。